# 哈氏擬鱥
哈氏擬鱥（学名：Pseudophoxinus hasani）是輻鰭魚綱鯉形目雅羅魚科擬鱥屬的其中一個種，被IUCN列為極危保育類動物，分布於亞洲敘利亞Nahr Marqīyah溪流域，體長可達5.8公分，棲息在中底層水域，生活習性不明。